# Austria 3
Austria 3 var et østrigsk poprock-band, der eksisterede i perioden 1997 – 2006 og blev kort genforenet i 2007.
Navnet stammer fra et de første, billigste og samtidig frygtede filterløse cigaretmærker i Østrig, som blev produceret indtil slutningen af 1950'erne af Austria Tabakwaren. Bandet blev dannet på initiativ af Rainhard Fendrich, da han gik sammen med de østrigske popsangere Wolfgang Ambros og Georg Danzer – oprindelig blot som en støtteforanstaltning for hjemløse. Bandet fik imidlertid stor succes i Østrig og de tre kunstnere optrådte til 2006 og udgav flere live- og opsamlingsalbums.
Bandet bekendtgjorde den 10. juni 2006, at de ville gå hvert til sit, og deres sidste koncert fandt sted den 24. juni samme år i Altusried i Schwaben i Tyskland. Den 16. april 2007 optrådte de tre kunstnere imidlertid igen ved Georg Danzers comback-koncert i Wien med tre af deres gamle sange. Der var flere spekulationer om et muligt revival for bandet i 2008, men dette forstummede med Georg Danzers død den 21. juni 2007 som følge lungekræft.

## Udgivelser
- Austria 3 – Live Vol. 1 (1998)
- Austria 3 – Freunde (CD Single, 1998)
- Austria 3 – Live Vol. 2 (8. juni 1998)
- Austria 3 – Die Dritte (10. oktober 2000)
- Weusd' mei Freund bist – Das Beste von Austria 3 – Live (16. juni 2003)
- Weusd' mei Freund bist ... Fra den filmiske dagbog af Austria 3 (Dobbelt-DVD) (16. juni 2003)
- Austria 3 – Austropop Kult (18. oktober 2004)
- Austria 3 – Nur das Beste (28. juli 2006)